# مایکل سیمونسن
مایکل سیمونسن (انگلیسی: Mikael Simonsen; ۲۰ نوامبر ۱۸۸۲ – ۲۹ مارس ۱۹۵۰) قایقران روئینگ اهل دانمارک بود.